# 波若格
51°47′44″N 25°35′47″E / 51.79556°N 25.59639°E
波若格（烏克蘭語：Пожог），是烏克蘭的村落，位於該國西部沃倫州，由卡明-卡希尔斯基区負責管轄，面積8.04平方公里，海拔高度142米，2001年人口105，人口密度每平方公里13.06人。